# Caroline Emily Nevill
Caroline Emily Nevill (1829–1887) fue una de las primeras fotógrafas británicas, hija de William Nevill, 4º Conde de Abergavenny y Caroline Nevill. Ella y sus hermanas, Henrietta (1830–1912) e Isabel (1831–1915), eran conocidas como "El Trío" y expusieron en la Londres Sociedad Fotográfica en 1854. Lady Caroline era miembro pionera del Club de Intercambio Fotográfico (fundado 1855), contribuyendo con vistas arquitectónicas de Kent de 1855 a 1858. Desde 1859 ella también contribuyó a la Asociación Fotográfica Amateur.